# 山田川 (桐生市)
山田川（やまだがわ）は、群馬県桐生市を流れる川。利根川水系渡良瀬川左支流の一級河川で、足尾山地の鳴神山を源とする。

## 概要
桐生市中西部の川内町を流れる。延長約9.4キロメートル。流域面積は約21.5平方キロメートルである。
渡良瀬川との合流点近くの山田川水位観測局内に河川監視カメラが設置されており、群馬県の動画配信チャンネル「ツルノス」で出水期にあたる7月1日から10月31日まで川の様子をライブ配信している。
山田川周辺はホタルの生息地として知られており、夏季になるとゲンジボタルが飛び交う姿が見られる。山田川ホタル友の会によって沿川の環境美化活動が行われている。

## 地理
桐生市川内町五丁目の鳴神山に源を発し、川内町五丁目を南に流れ、川内町三丁目と二丁目を結ぶ下須永橋付近で渡良瀬川に合流する。主な支流に名久木川がある。
上流部の川内町五丁目の駒形地区は群馬県道338号駒形大間々線の起点で、駒形地区の南の吹上地区はおりひめバス川内線の終点となっている。
近隣の河川として、塩沢川・小平川・小倉川・桐生川がある。これらの河川はいずれも足尾山地南西部を南流して渡良瀬川に注いでいて、平行状の流路分布を示している。

## 歴史
山田川の流域は、平安時代中期の『倭名類聚抄』に見える山田郡四郷の一つである山田郷に含まれたと推定されている。山田川の上流域は戦国時代に仁田山郷と呼ばれ、山田川右岸の石尊山に、桐生城の支城の仁田山城があった。
山田川の下流右岸に、栓状耳飾りや石鏃の出土地として知られる千網谷戸遺跡がある。1946年（昭和21年）から発掘調査が始まり、1977年（昭和52年）以後の調査では縄文時代後期・晩期の竪穴建物跡が発見され、1号建物跡と4号建物跡からの出土遺物は1984年（昭和59年）6月6日に国の重要文化財に指定された。
1981年（昭和56年）8月の台風15号や1982年（昭和57年）9月の台風18号の影響により、山田川で水害が発生したことから、1986年（昭和61年）度から山田川の改修事業が行われており、2022年（令和4年）度の完了を予定している。

## 支流
- 栃久保沢
- 宮ノ沢
- 名久木川
- 金屑沢
- 岩久保沢

## 橋梁
- 橋場橋（群馬県道338号駒形大間々線）
- 落合橋
- 山田橋（群馬県道342号川内堤線）
- 割田橋
- 昭和橋
- 鳥ノ海橋
- 高橋
- 天神橋
- むつみ橋
- 下須永橋